# اس‌ئی‌سی سنتر
اس‌ئی‌سی سنتر (انگلیسی: SEC Centre) کوته‌نوشت «Scottish Exhibition Centre» (که تا سال ۲۰۱۷ به عنوان مرکز نمایشگاه و کنفرانس اسکاتلند شناخته می‌شد) بزرگ‌ترین مرکز نمایشگاهی اسکاتلند است که در گلاسکو، اسکاتلند بنا شده‌است. این مرکز یکی از سه مکان اصلی در پردیس رویداد اسکاتلند است.
از زمان افتتاح ساختمان‌های اولیه در سال ۱۹۸۵، در این مجموعه دو توسعهٔ عمده صورت گرفته‌است. یکی اس‌ئی‌سی آرمادیلو SEC Armadillo در سال ۱۹۹۷، و سپس اُوی‌اُ هیدرو OVO Hydro در سال ۲۰۱۳ بود. شرکت هلدینگ محل برگزاری «SEC Limited» است که ۹۱٪ سهام آن متعلق به شورای شهر گلاسکو و ۹٪ متعلق به سرمایه گذاران خصوصی است. اس‌ئی‌سی سنتر بیشتر به دلیل میزبانی کنسرت‌ها، نمایشگاه‌ها و گردهم‌آیی‌های داخلی و بین‌المللی شناخته شده‌است.